# Mosul International Airport
Mosul International Airport (arabiska: مطار الموصل الدولي) är en flygplats i Irak.   Den ligger i distriktet Mosul och provinsen Ninawa, i den norra delen av landet, 300 km norr om huvudstaden Bagdad. Mosul International Airport ligger 216 meter över havet.
Terrängen runt Mosul International Airport är huvudsakligen platt. Mosul International Airport ligger nere i en dal. Runt Mosul International Airport är det ganska tätbefolkat, med 58 invånare per kvadratkilometer. Närmaste större samhälle är Mosul, 4,1 km nordväst om Mosul International Airport. Trakten runt Mosul International Airport är ofruktbar med lite eller ingen växtlighet.